# Carl Steinhäuser
Carl Steinhäuser, né le 3 juillet 1813 à Brême et mort le 9 décembre 1879, à Karlsruhe, est un sculpteur allemand représentant du classicisme.

## Biographie
Steinhäuser est le fils aîné d'un sculpteur sur bois originaire d'Allemagne méridionale, installé à Brême où il avait ouvert une boutique d'encadrements de miroirs. Le frère de Carl Steinhäuser, Adolph Steinhäuser, est peintre et son autre frère, Wilhelm Steinhäuser, est sculpteur.
Steinhäuser apprend d'abord la peinture auprès du peintre brémois Stephan Messerer (de), puis il étudie à Berlin à l'Académie des arts. C'est alors qu'il change d'orientation pour se diriger vers la sculpture, sous la direction de  Rauch. En 1835, ils voyagent ensemble en Italie et font un long séjour à Rome. En 1863, il est nommé professeur à l'Académie des beaux-arts de Karlsruhe.

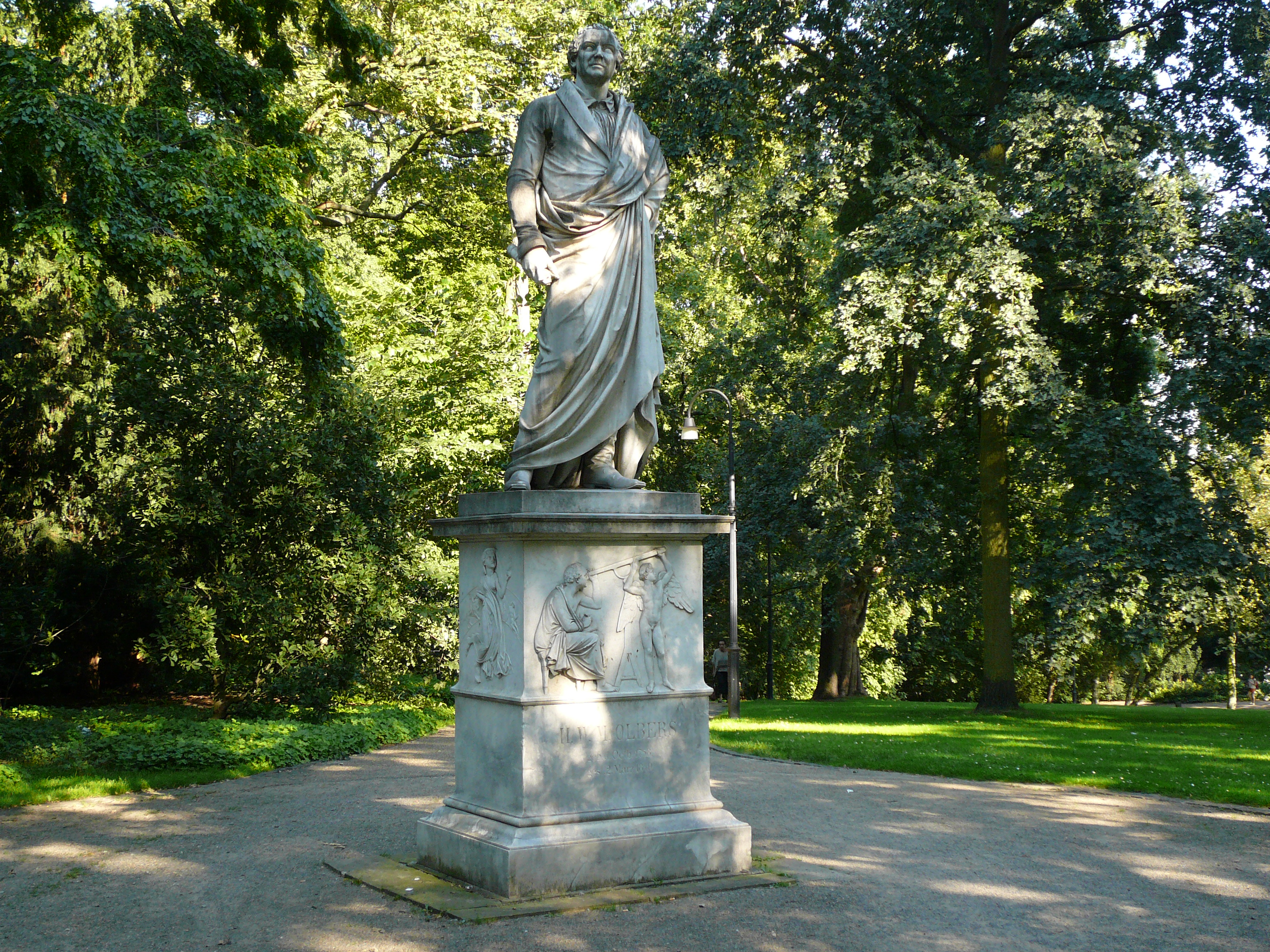
Monument à Heinrich Olbers au Wallanlagen de Brême.

Steinhäuser est l'auteur de nombreuses sculptures de marbre d'inspiration résolument néoclassique  et qui d'après le Meyers Konversations-Lexikon « comptent parmi les plus belles créations de la sculpture allemande du XIXe siècle. ». Il crée le monument d'Heinrich Olbers à Brême et celui de Johann Smidt, le Vase de Steinhäuser, la statue de Goethe avec Psyché à Weimar (aujourd'hui au Nouveau Musée de Weimar), la  Psyché à Brême et Hermann et Dorothée à Karlsruhe.
À partir de 1865, Steinhäuser prend part en plus à la gestion et au conseil artistique d'une carrière de marbre, à l'enlèvement et au traitement du marbre à Laas dans le Tyrol du Sud. 
Carl Steinhäuser était l'époux de la peintre de genre et d'histoire Pauline Steinhäuser, née  Francke (1809–1866), dont il a deux enfants, Maria (épouse Bellardi), qui restera à Rome, et Johannes, sculpteur, qui administrera les marbres de Laas où il demeurera. Carl Steinhäuser est inhumé au cimetière principal de Karlsruhe.
Parmi les élèves de Steinhäuser, l'on compte Otto Lessing et Karl Friedrich Moest (de).

## Quelques œuvres
- Vase de Steinhäuser, Brême, Wallanlagen, 1855
- Monument à Olbers, Brême, Wallanlagen, 1850
- Hero et Leandre, Berlin, Château de Charlottenbourg, vers 1850

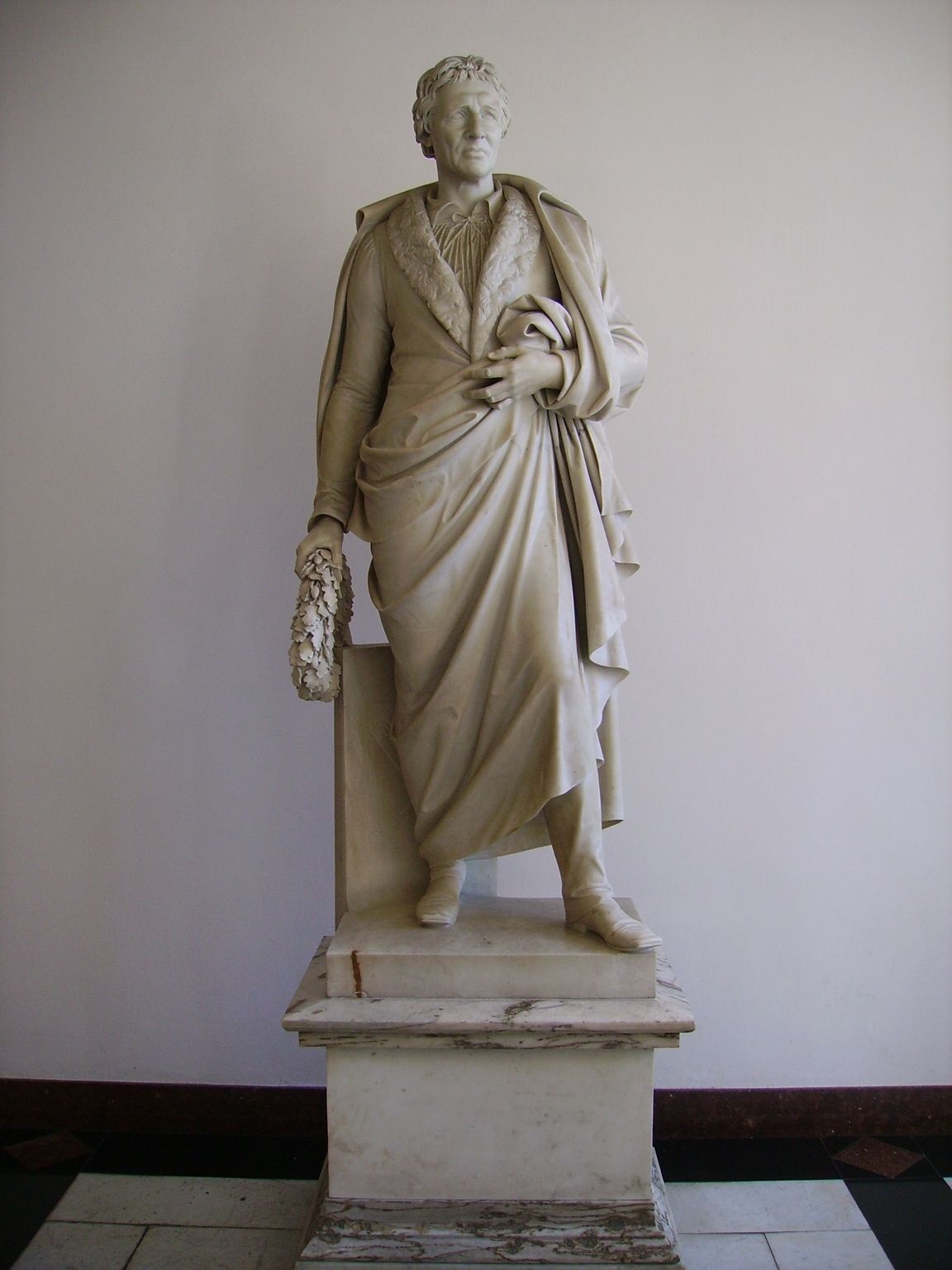
Monument de Johann Smidt, hôtel de ville de  Brême.
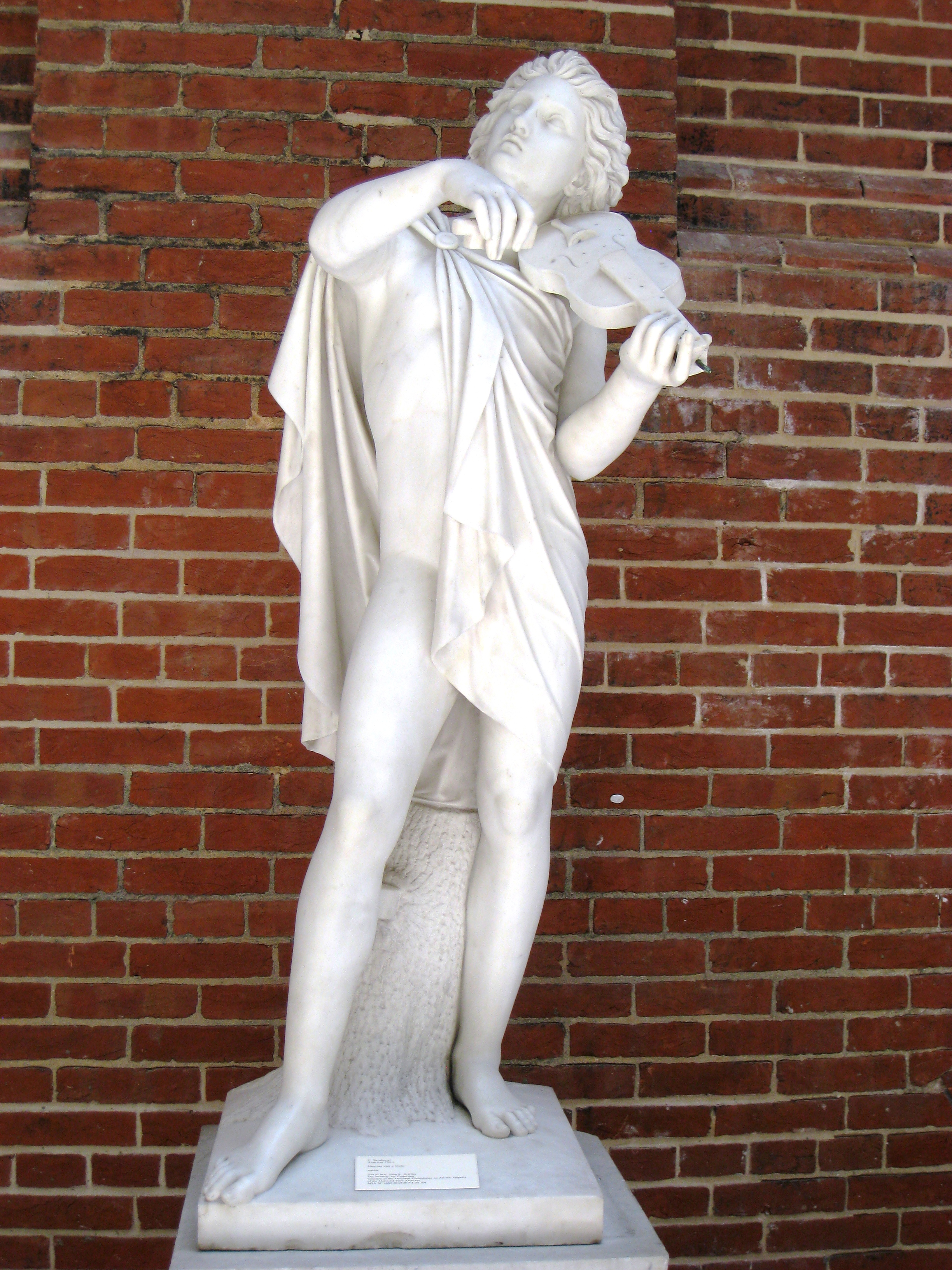
Musicien au violon.